# Confienza
Pour les articles homonymes, voir Confienza (homonymie).
Confienza est une commune italienne de la province de Pavie, dans la région Lombardie.

## Administration
| Période                                  | Période | Identité | Étiquette | Qualité |
| ---------------------------------------- | ------- | -------- | --------- | ------- |
|                                          |         |          |           |         |
| Les données manquantes sont à compléter. |         |          |           |         |

### Communes limitrophes
Casalino, Granozzo con Monticello, Palestro, Robbio, Vespolate, Vinzaglio.

## Personnalités
- Panthaléon de Confienza (1420—après 1497), médecin et diplomate, surtout connu pour sa Summa lacticiniorum (1477), un des tout premiers traités complets sur le lait et les fromages, est né à Confienza.